# Aleksandr Litovcenko
Aleksandr Dmitrievici Litovcenko (în rusă Алекса́ндр Дми́триевич Лито́вченко; n. 14/26 martie 1835, Kremenciuk, Malorossia⁠(d), Imperiul Rus – d. 16/28 iunie 1890, Sankt Petersburg, Imperiul Rus) a fost un pictor rus de origine ucraineană care s-a specializat în realizarea de picturi ale Rusiei Moscovite din secolele al XVI-lea și al XVII-lea.

## Biografie
Litovcenko a urmat cursurile Academiei Imperiale de Arte și, deși criticat de colegii lui pentru compozițiile sale destul de pompoase, a fost distins cu o medalie de aur pentru reprezentarea luntrașului Charon transportând sufletele morților peste Styx. Împreună cu alți câțiva tineri pictori, a provocat spiritul academismului care era răspândit în Academie și în 1863 a abandonat-o pentru a deveni un pictor independent, aderând la mișcarea Peredvijniki în 1876.
În 1868, Litovcenko a fost recunoscut ca membru al Academiei de Arte pentru reprezentarea unui vânător de șoimi de la curtea țarului Alexei (unul din numeroasele versiuni ale acestui subiect). Unele dintre cele mai mari picturi ale sale au fost achiziționate de personalitățile vremii sale: Ivan cel Groaznic arătând comorile sale lui Jerome Horsey (1875) a fost achiziționat de către țar pentru Muzeul Alexandru al III-lea din St. Petersburg, iar Țarul Alexei și arhiepiscopul Nikon venerând moaștele patriarhului Filip (1886) a fost achiziționat de către Pavel Tretiakov pentru colecția sa din Moscova (așa cum au fost cele mai bune dintre portretele sale).
Litovcenko este amintit, de asemenea, ca autor a șapte picturi murale din Catedrala Hristos Mântuitorul din Moscova și al unei colecții de icoane de la memorialul Războiului din Crimeea din Sevastopol.

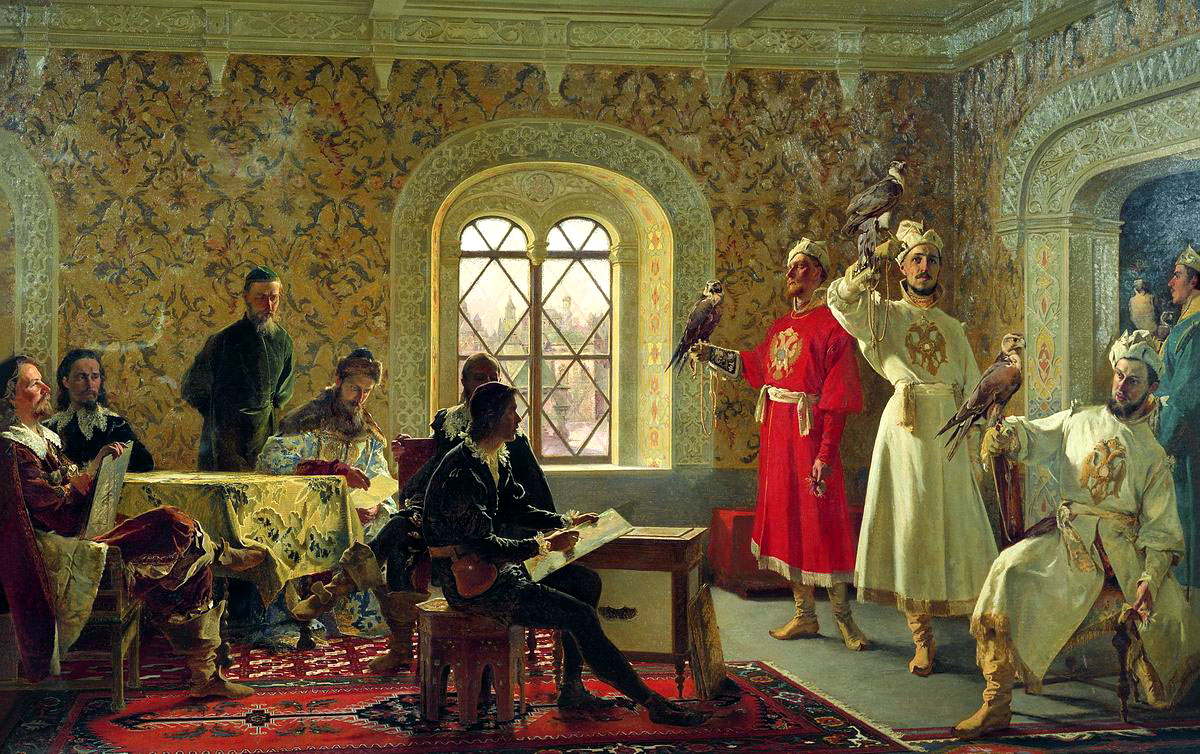
Ambasadorul Horatio Calvucci desenând șoimii preferați ai țarului Alexei I (1889)
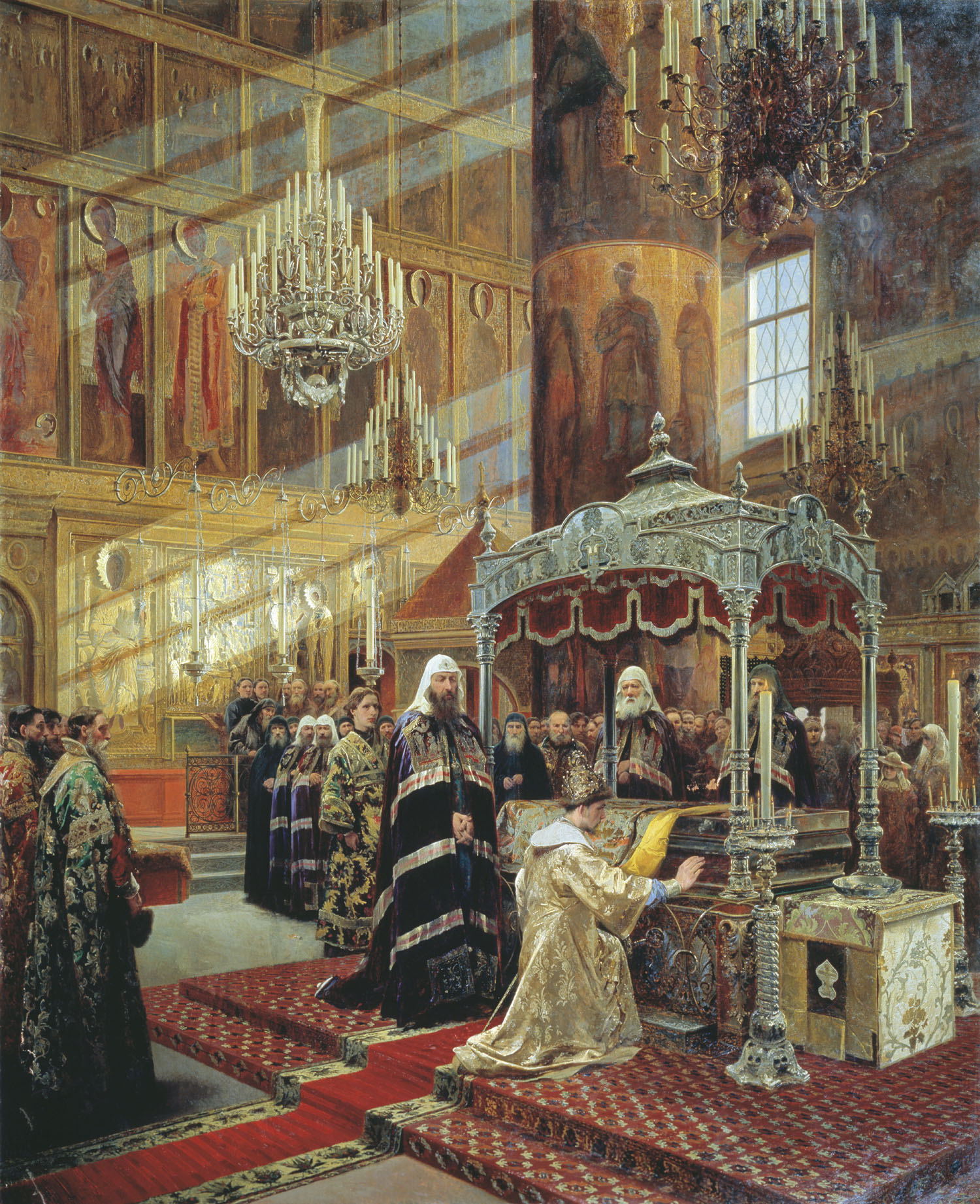
Țarul Alexei venerând moaștele în prezența mitropolitului Filip și a patriarhului Nikon
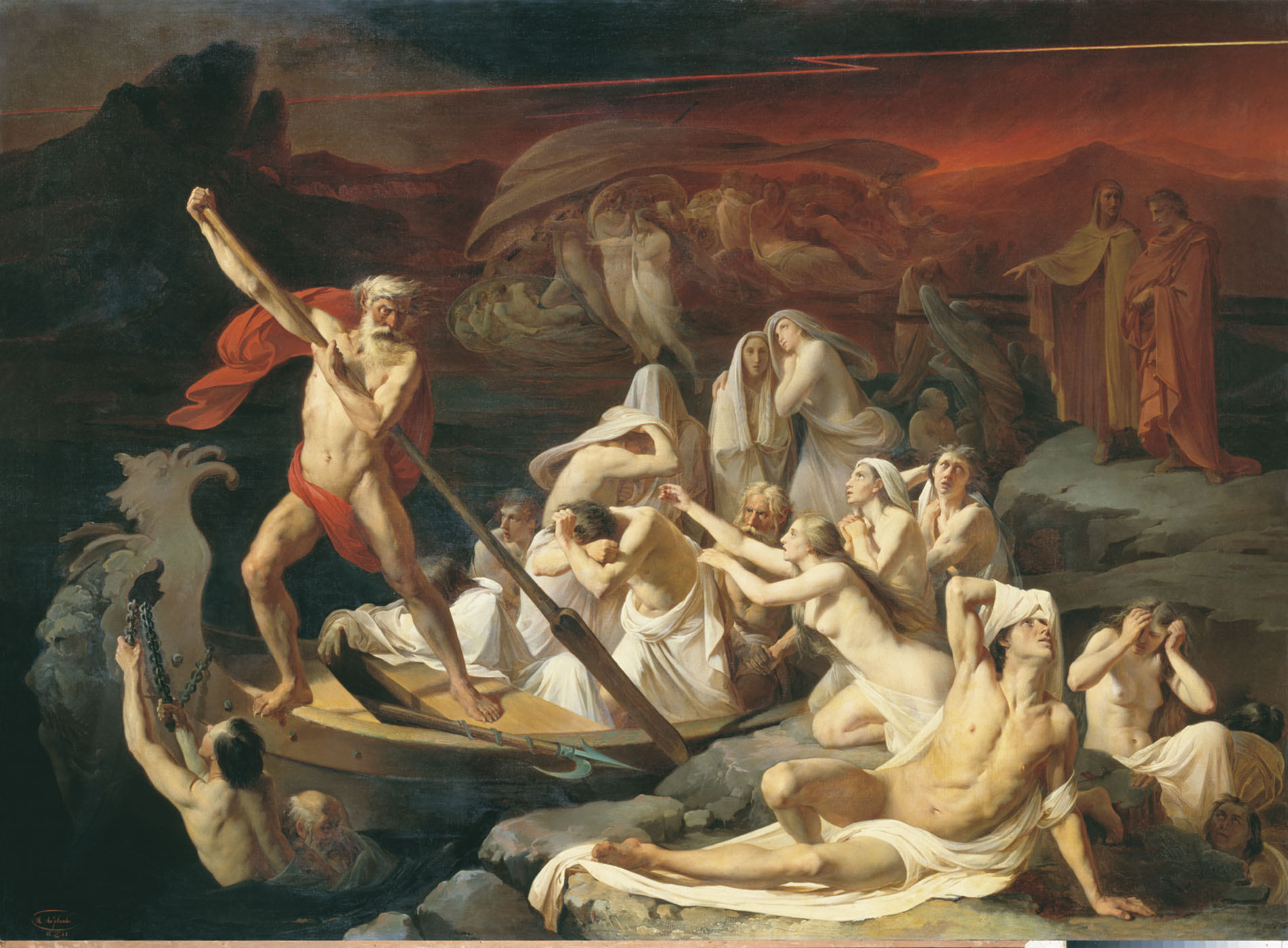
Charon transportând sufletele morților peste râul Styx (1861)
Ivan cel Groaznic arătându-i comorile lui Jerome Horsey, ambasadorul englez (1875)